# Samuel Ruben (chimiste)
Pour les articles homonymes, voir Samuel Ruben et Ruben.
Samuel Ruben (5 novembre 1913 - 28 septembre 1943) était un chimiste américain et codécouvreur de l'isotope carbone 14 avec Martin Kamen.